# Plesiochrysa lacciperda
Plesiochrysa lacciperda är en insektsart som först beskrevs av Douglas E. Kimmins 1955.  Plesiochrysa lacciperda ingår i släktet Plesiochrysa och familjen guldögonsländor. Inga underarter finns listade i Catalogue of Life.